# Shahkot
Shahkot là một thị xã và là một nagar panchayat của quận Jalandhar thuộc bang Punjab, Ấn Độ.

## Địa lý
Shahkot có vị trí 31°05′B 75°20′Đ / 31,08°B 75,34°Đ Nó có độ cao trung bình là 210 mét (688 feet).

## Nhân khẩu
Theo điều tra dân số năm 2001 của Ấn Độ, Shahkot có dân số 12.631 người. Phái nam chiếm 53% tổng số dân và phái nữ chiếm 47%. Shahkot có tỷ lệ 70% biết đọc biết viết, cao hơn tỷ lệ trung bình toàn quốc là 59,5%: tỷ lệ cho phái nam là 73%, và tỷ lệ cho phái nữ là 67%. Tại Shahkot, 12% dân số nhỏ hơn 6 tuổi.